# Араухо, Хулиан
Хулиа́н Висе́нте Арау́хо Су́ньига (исп. Julián Vicente Araujo Zúñiga; родился 13 августа 2001) — мексиканский и американский футболист, защитник английского клуба «Борнмут» и сборной Мексики.

## Клубная карьера
Уроженец Ломпока, Хулиан играл за школьную команду старшей школы Ломпока, а также за «Санта-Барбару» и футбольную академию «Барселоны» («Барса Резиденси») в Каса-Гранде, Аризона. Затем стал игроком академии клуба «Лос-Анджелес Гэлакси». 4 октября 2018 года Араухо дебютировал в составе «Лос-Анджелес Гэлакси II» в матче USL против «Сиэтл Саундерс 2».
1 марта 2019 года «Лос-Анджелес Гэлакси» подписал профессиональный контракт с Араухо, после того как за право подписать его выплатил «Колорадо Рэпидз» 50 тыс. долларов в целевых распределительных средствах. 16 марта 2019 года он дебютировал в основном составе «Лос-Анджелес Гэлакси» в матче MLS против клуба «Миннесота Юнайтед». 7 октября 2020 года в матче против «Портленд Тимберс» забил свой первый гол в профессиональной карьере. 6 июля 2021 года Араухо продлил контракт с «Лос-Анджелес Гэлакси» на 4,5 года до конца сезона 2025.
1 февраля 2023 года «Барселона» и «Лос-Анджелес Гэлакси» достигли договорённости о трансфере Араухо. Однако документы были доставлены с опозданием на 18 секунд, и ФИФА отклонила трансфер. Спортивный арбитражный суд отменил это решение, и 17 февраля Араухо перешёл в «Барселону Атлетик», подписав контракт на 3,5 сезона до 30 июня 2026 года. По сведениям прессы стоимость трансфера составила около 4 млн евро.
1 августа 2023 года Араухо отправился в аренду в «Лас-Пальмас» до 30 июня 2024 года. 18 августа 2023 года в матче против «Валенсии», заменив в перерыве между таймами Альваро Лемоса, дебютировал в испанской Ла Лиге.

## Карьера в сборной
Араухо родился в Калифорнии в семье выходцев из Мексики. Выступал за сборные США до 16, до 18, до 19, до 20 и до 23 лет.
В составе сборной США до 20 лет выиграл молодёжный чемпионат КОНКАКАФ 2018. Был включён в заявку сборной на молодёжный чемпионат мира 2019 вместо, получившего травму, Айо Акинолы.
30 декабря 2019 года был впервые вызван в сборную США — в ежегодный январский тренировочный лагерь. 1 февраля 2020 года в товарищеском матче со сборной Коста-Рики, закрывавшем лагерь, не сыграл, оставшись в запасе.
За сборную США дебютировал 9 декабря 2020 года в товарищеском матче со сборной Сальвадора, отметившись голевой передачей.
В составе сборной США до 23 лет принимал участие в мужском олимпийском квалификационном турнире КОНКАКАФ 2020, проходившем в марте 2021 года.
Значился в расширенной заявке сборной США на Золотой кубок КОНКАКАФ 2021 из 59-ти игроков, но в окончательный состав из 23-ти игроков не попал.
В августе 2021 года мексиканские спортивные медиа сообщили о намерении Араухо выступать за сборную Мексики. 4 октября 2021 года ФИФА официально одобрила заявку от Араухо на смену футбольного гражданства с американского на мексиканское. За сборную Мексики он дебютировал 8 декабря 2021 года в товарищеском матче со сборной Чили.
Был включён в состав сборной Мексики на Золотой кубок КОНКАКАФ 2023.

## Достижения
Командные
 Сборная США (до 20 лет)
- Победитель чемпионата КОНКАКАФ среди молодёжных команд: 2018

 Сборная Мексики
- Обладатель Золотого кубка КОНКАКАФ: 2023

Личные
- Участник Матча всех звёзд MLS: 2021[29], 2022[30]